# Energia 97
Energia 97 (também conhecida como Energia FM) é uma emissora de rádio brasileira sediada em São Paulo, capital do estado homônimo. Opera no dial FM, na frequência 97,7 MHz, concessionada em Santo André, e tem programação especializada em electropop, dance e eurodance. Seus estúdios estão no 9.º andar do Edifício Mário Cochrane, no Espigão da Paulista, e seus transmissores estão no alto do Edifício Agripina de Gino Minelli, no bairro do Sumaré.

## História

### Fase rock (1983–1994)

Antigo logotipo da emissora, utilizado até 1994

A FM 97 foi fundada em setembro de 1983 por José Antônio Constantino, na época proprietário da Rádio ABC de Santo André, e foi idealizada pelo seu filho, Zezinho Constantino, então com apenas 23 anos de idade. Seu estúdio localizava-se em um prédio redondo na esquina das avenidas Gilda e Pereira Barreto, no bairro Vila Gilda, e até hoje, a velha torre de transmissão da emissora está no topo do prédio. A princípio, voltou-se a um perfil alternativo, que girava em torno de vários estilos musicais, principalmente à música nacional, e aos poucos foi direcionando sua programação a outras tendências, com foco no rock. Nos breaks comerciais, suas vinhetas anunciavam o slogan "A primeira em rock'n'roll" e "A primeira rádio do rock", já que era a primeira rádio do Brasil a apostar em uma programação dedicada exclusivamente ao gênero musical.
A rádio teve locutores renomados no seu primeiro time, entre eles Wilson Versolato, atual voz do Warner Channel e Claro TV. 
Na segunda geração, seu principal locutor era Edson Sant’Anna Júnior, mais conhecido como "Jota Erre". Ele acabou virando uma espécie de marca registrada do rock'n'roll e um ícone da região, já que tinha muita liberdade na rádio para fazer sua própria programação e tocar o que bem entendesse. Nos estúdios da 97 FM, Jota Erre foi o único locutor do país a tocar no ar uma versão de "Moby Dick" (Led Zeppelin) com direito ao solo completo de bateria de John Bonham.
Outro locutor famoso da emissora foi Ciro Bottini. Ele era vocalista e guitarrista na banda de glam rock Proteus e começou sua carreira na rádio em 1989, aos 24 anos, onde ficou até 1992. Também passou por lá Paulo Lima (ou Paulinho Lima), fundador da Revista Trip, que apresentava o Surf Report, um programa que acabou se tornando um espaço para discutir assuntos do cotidiano, comportamento e temas polêmicos e foi a inspiração para ele e seu sócio na criação da revista.
A emissora foi a primeira a tocar várias músicas de bandas de rock brasileiras, e apoiou várias delas, como Golpe de Estado, Camisa de Vênus, Legião Urbana, Ira!, Plebe Rude, Capital Inicial, Inocentes, Violeta de Outono, Akira S e As Garotas Que Erraram, entre outras. Uma característica da rádio era não tocar o óbvio: enquanto em outras rádios só se ouvia "Eu não matei Joana d’Arc", "Sinca Chamboard" ou "Só o fim", do Camisa de Vênus, na 97 FM tocavam outras faixas como "O adventista", "Pronto pro suicídio" e "Meu primo Zé". A programação era mais independente e pouco orientada pelas gravadoras, tocando desde clássicos do rock até bandas obscuras, que nunca tinham passado pelas ondas radiofônicas brasileiras, principalmente progressivas europeias e americanas do hard rock setentista. Em 1985, dois anos após seu lançamento, passou a enfrentar a concorrência da 89 FM, embora sempre tenha optado por repertórios menos comerciais que sua rival.
Sob a organização do locutor Carlos Prozzo, também promovia grandes festas de aniversário na região, no Clube Atlético Aramaçan, levando muitas bandas para lá, e movimentando públicos de 8 a 10 mil pessoas. Em uma das festas mais marcantes, houve o retorno do cantor Raul Seixas aos palcos, ao lado de Marcelo Nova, após um hiato de 3 anos.
No início da década de 1990, a FM 97 mudou seus estúdios e transmissores de Santo André para a cidade de São Paulo. Inicialmente, funcionou na Avenida Doutor Arnaldo, no bairro do Sumaré, em um dos andares do Edifício Agripina, e nos anos 2000, mudou seus estúdios para o Edifício Mário Cochrane, na Avenida Paulista, deixando apenas os transmissores no antigo prédio. Nessa época, com o declínio comercial do rock nacional nas rádios brasileiras, a FM 97 começou a reposicionar sua programação, tocando outros gêneros.

### Fase dance (1994–presente)
Em dezembro de 1994, a marca FM 97 Rock foi extinta, e foi criada a Hot Nine Seven, voltada à música eletrônica, em particular ao eurodance (conhecido no Brasil genericamente por dance music). Em algum período em torno de 1996 pende ao rap, chegando a lançar um disco referindo-se a rádio como 97 Rap.[carece de fontes?] Durante um curto período em 1999, tentou se reposicionar como rádio popular especializada em pagode, axé e sertanejo. Entretanto, não obteve sucesso nem audiência e retornou à programação baseada em música eletrônica.
Em 2009, lançou nova programação visual, refletida em sua nova logomarca. Atualmente, também faz parte de sua grade o renomado programa Estádio 97, mesa-redonda humorística de futebol, e também o programa Energia na Véia, que transmite músicas eletrônicas que fizeram sucesso nos anos 70, 80 e 90.
A rádio também organizou o festival Spirit of London e diversos cruzeiros, como o Cruzeiro Energia na Véia e o Cruzeiro Freedom.
A partir de 2019 passou a transmitir alguns jogos dos times paulistas no Campeonato Brasileiro, Copa Libertadores e Copa Sul-Americana.
Em 1.º de maio de 2022 vai ao ar o último programa Terremoto, apresentado por DJ Marky desde o ano 2000, onde eram apresentados sets de drum'n'bass.
Em 2023, foi anunciada a criação de uma rede de rádios tendo a emissora como geradora. Com isso, outras frequências ligadas ao grupo encerraram arrendamentos e começaram, gradativamente, a retransmitir a emissora paulistana. Atualmente apresentou variação positiva em seus números de audiência, saltando de 8.ª para 7.ª rádio jovem mais ouvida no público jovem em São Paulo, ultrapassando sua rival Transamérica.

## Prêmios
Dois programas da rádio receberam o Prêmio APCA: Energia na Véia, em 2007, e O Programa do Palhacinho (atual Morde & Assopra), em 2011 e 2019. Em 2018, o programa Estádio 97 ganhou o prêmio de melhor programa esportivo no rádio, pelo site Torcedores.com.